# Chylomikrony

Budowa chylomikronu
Apolipoproteiny: ApoA, ApoB, ApoC, ApoE; T (triacyloglicerole, trójglicerydy); C (cholesterol); zielone (fosfolipidy)

Chylomikrony CM – największe lipoproteiny występujące w osoczu krwi. Charakteryzują się gęstością względną poniżej 0,95 g/ml oraz obecnością na ich powierzchni apolipoprotein apoA, apoB48, apoC oraz apoE.

## Budowa
Chylomikrony to kuliste cząstki o średnicy rzędu 0,5 μm (wg różnych źródeł wielkości skrajne są różne, np. 0,2–0,6 μm, 0,09–1,0 μm, 0,075–1,2 μm).

### Skład chylomikronów
- 90% triglicerydy
- 5% fosfolipidy
- 3% cholesterol
- 2% apolipoproteiny apoA, apoB48, apoC oraz apoE

## Funkcja
Ze względu na hydrofobowy charakter cząstek lipidów, w tym trójglicerydów oraz cholesterolu, nie mogą one być transportowane bezpośrednio w środowisku wodnym krwi. Aby transport mógł być możliwy, powstają kompleksy lipoproteinowe np. chylomikrony, HDL, LDL, VLDL, których otoczka jest hydrofilowa, a cała cząstka jest rozpuszczalna w wodzie.
Chylomikrony transportują, pochodzące z pokarmu m.in. trójglicerydy, fosfolipidy i cholesterol, z jelita cienkiego do wątroby i mięśni.

## Metabolizm
Chylomikrony powstają w ścianie jelita cienkiego, w enterocytach, kosztem ATP. Uwalniane są z enterocytów do podnabłonkowych naczyń limfatycznych w postaci kulistych agregatów składających się z tłuszczów właściwych, cholesterolu i fosfolipidów w otoczce białkowej.
Chylomikrony z limfy transportowane są do krwi, a następnie do wątroby, tkanki tłuszczowej i do mięśni.
Pod wpływem lipazy lipoproteinowej, obecnej na powierzchni naczyń włosowatych, tracą ok. 90% trójglicerydów, powstają resztkowe chylomikrony (remnanty), które są transportowane przez krew do komórek wątroby (hepatocytów), gdzie są hydrolizowane do aminokwasów, cholesterolu, kwasów tłuszczowych i zasad azotowych, pochodzących z fosfolipidów.
W komórkach tkanki tłuszczowej (adipocytach) są re-estryfikowane.
Metabolizm chylomikronów jest krótki, trwa od 0,5 do 1,5 h.